# Pastera (recipient)

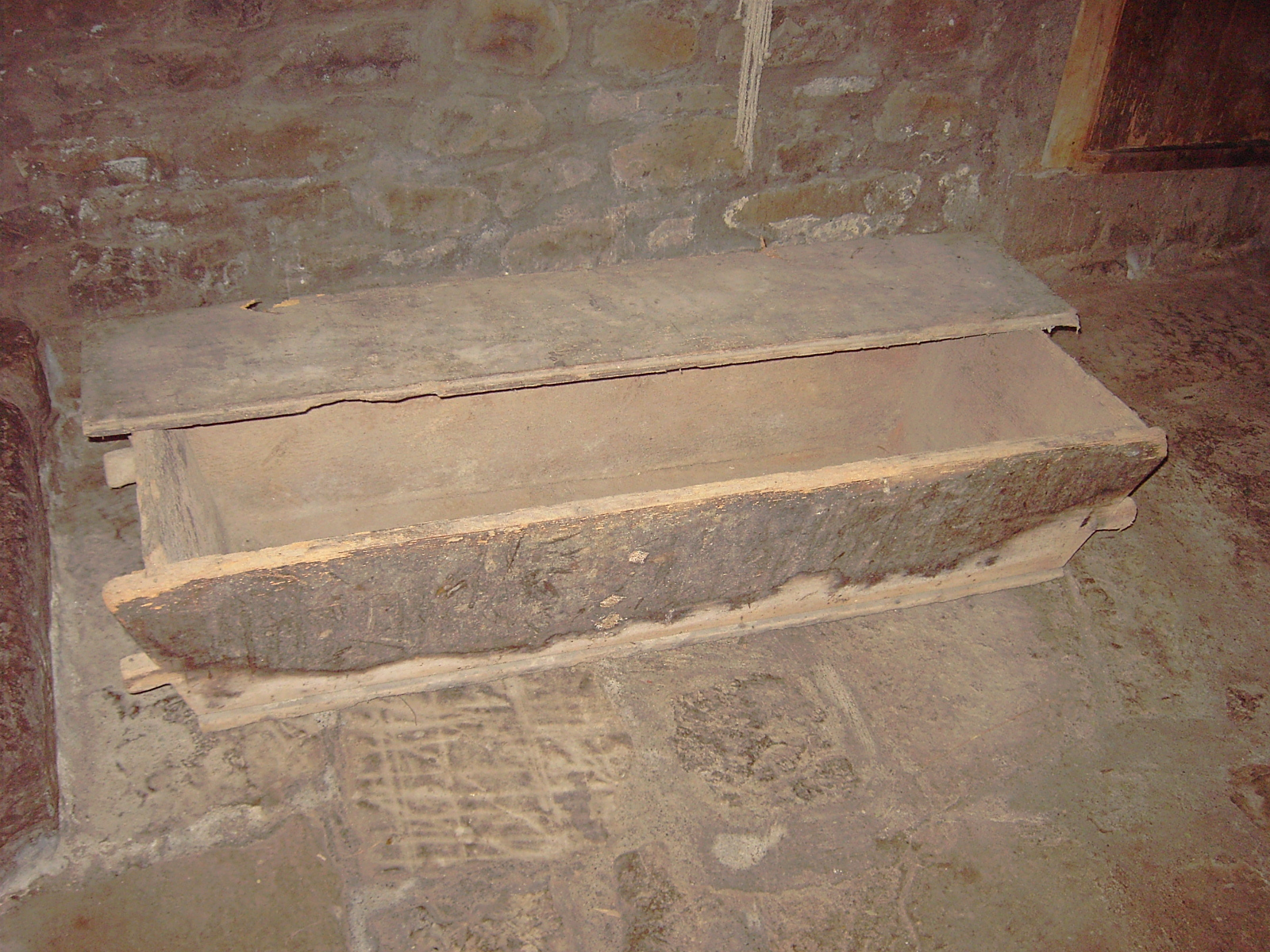
Pastera rural andorrana.

Artesa és un recipient rectangular amb forma de tronc de piràmide capgirada, amb vorells opcionals —o fins i tot mànec— en un o dos dels seus costats. El model de fusta s'ha utilitzat durant segles per a pastar el pa i en altres feines culinàries.

## Denominació
És un derivat de pasta o de pastar.

## Usos
La mecanització en els obradors de rebosteria, les noves tecnologies en els forns de pa i la massificació del mercat han relegat la pastera a un ús de reciclatge en mobiliari (les de fusta per a taules i decoració) i en jardineria (grans jardineres).

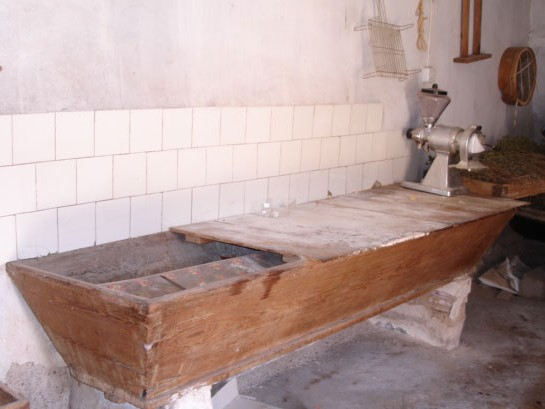
Pastera en l'obrador d'un forn antic d'una fleca (El Escobar, Múrcia, Espanya).
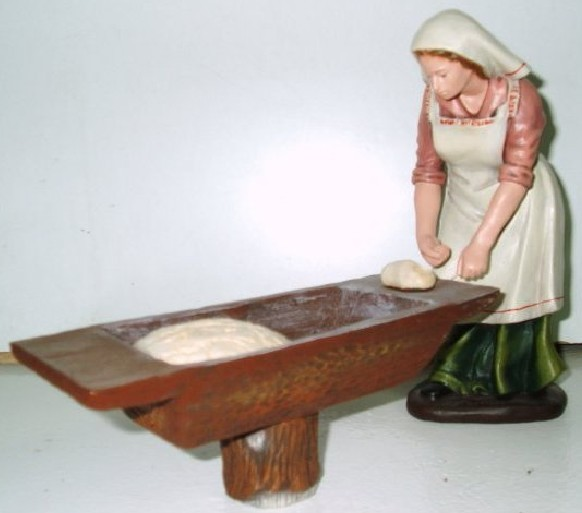
Flequera que fa la pasta en una pastera. Figureta del pesebre.
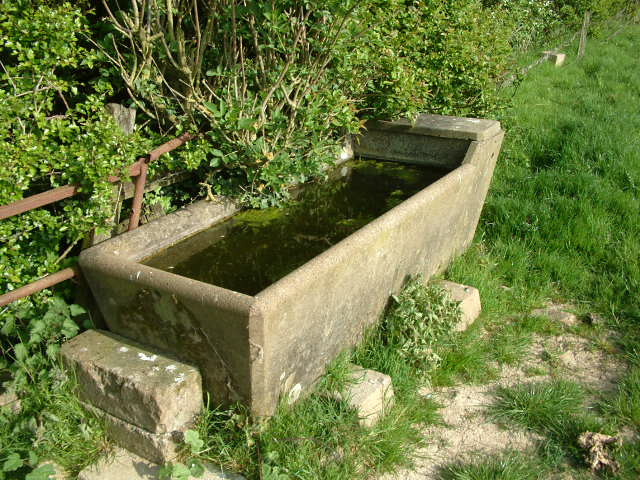
Pastera llavorada en pedra (en el Leicestershire anglès).

## Altres significats[calcitació]
També s'anomenen pastera aquestes coses:
- Caixa amb potes i fons inclinat que utilitzen els guixaires per pastar el guix.
- Recipient que conté l'aprest en les màquines de parar i d'aprestar o la color en les màquines d'estampar.
- Nínxol.
- Naquera, recipient que, en una sínia, rep l'aigua que hi aboquen els catúfols.
- Embarcació petita, de fons pla, sense quilla.